# Sord M23P
O Sord M23P foi um computador pessoal japonês "transportável" (pesava cerca de 9 kg), fabricado pela Sord Computer Corp. a partir de 1983. Foi uma das primeiras máquinas a usar os drives de 3" 1/2 produzidos pela Sony.

## Características
| UCP           | Zilog Z-80A em 4,00 MHz                                                                                         |
| RAM           | 128 KiB |
| ROM           | 4 KiB |
| Teclado       | mecânico, 94 teclas, teclado numérico reduzido                                                                  |
| Display       | monitor opcional LCD, 80x8 linhas, ou, monitor convencional: texto (80x25) e gráfico (640x200 pixels), 8 cores. |
| Som           | alto-falante interno                                                                                            |
| Portas        | 2 portas RS232C, 1 porta paralela, 2 slots S-100                                                                |
| Armazenamento | dois drives de 3" 1/2, 290 KiB cada                                                                             |